# گارلند (تگزاس)
گارلند یکی از شهرهای ایالات متحده آمریکا واقع در ایالت تگزاس و در حوالی ابرشهر دالاس-فورت وورث است. بر اساس سرشماری سال ۲۰۰۰ میلادی این شهر با داشتن جمعیت ۲۱۸٬۷۶۸ دهمین شهر پر جمعیت تگزاس و همین‌طور هشتاد و ششمین شهر پر جمعیت در ایالات متحده است.

## تاریخچه

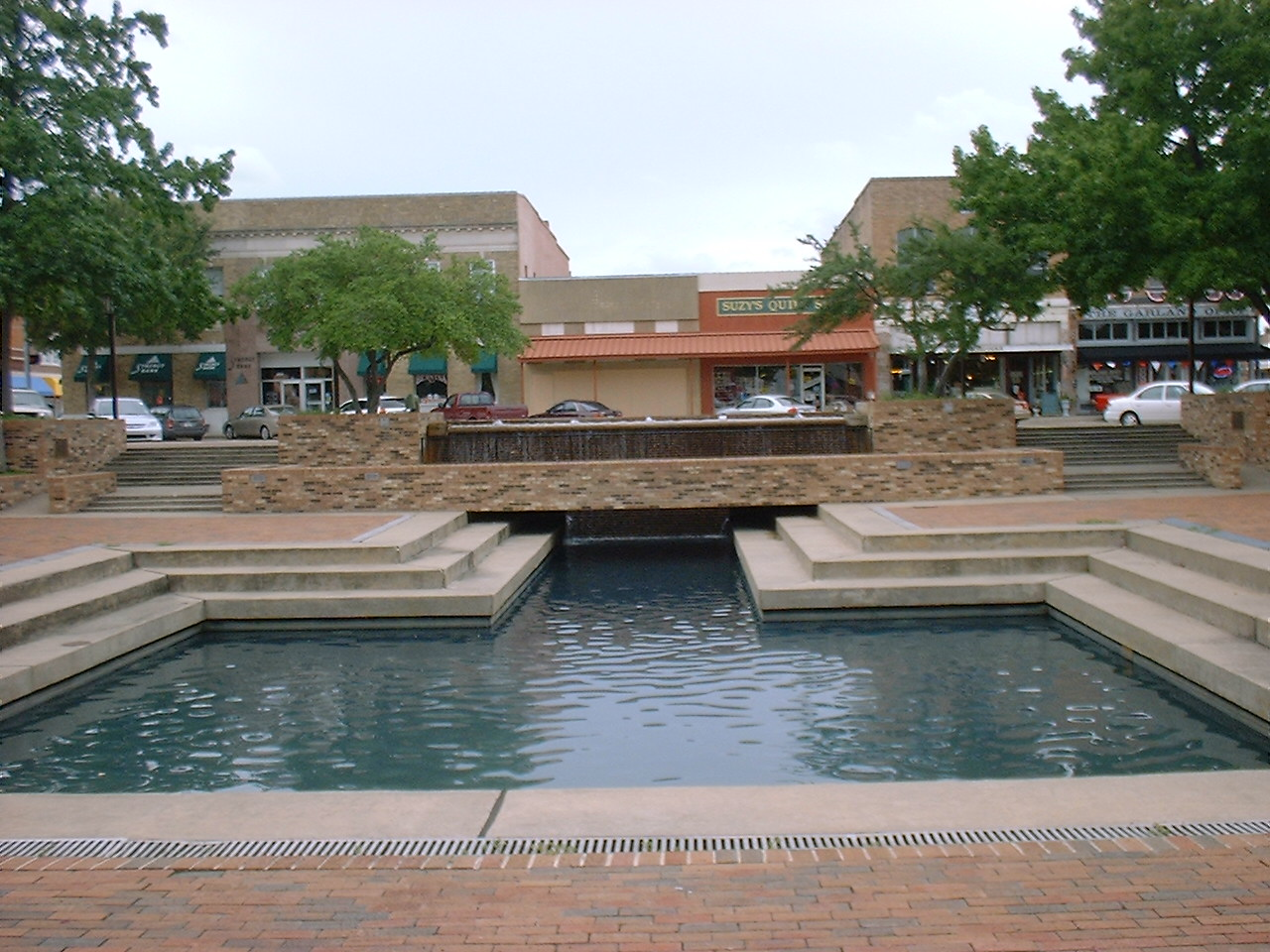
میدان تاریخی در مرکز شهر گارلند، که در برنامه بازسازی قرار دارد.

مهاجران در حوالی سال ۱۸۵۰ ورود به منطقه مستعمره پیترز را آغاز کردند اما تا سال ۱۸۷۴ جامعه متحدی در آن منطقه تشکیل نشد.